# Ducula rubricera
Ducula rubricera là một loài chim trong họ Columbidae.